# NGC 2133
NGC 2133 (другое обозначение — ESO 57-SC46) — шаровое скопление в созвездии Столовая Гора, входящее в состав Большого Магелланова Облака.
Открыто Джоном Гершелем 24 ноября 1834. Скопление описано в оригинальной редакции «Нового общего каталога».
NGC 2133 и NGC 2134 содержат на своих диаграммах Герцшпрунга — Рассела густонаселённые главную последовательность и последовательность гигантов. Оба скопления имеют металличность [Fe/H] ≈ −1,0, относятся к крупным населённым голубым шаровым скоплениям БМО. Возраст NGC 2133 составляет 130 миллионов лет.